# Vinger aan de Pols
Vinger aan de Pols is een Nederlands medisch televisieprogramma van de AVRO dat vanaf 1980 werd uitgezonden. Vanaf 2007 vertelde in iedere aflevering een bekende Nederlander over welke rol een bepaalde aandoening speelde in zijn of haar leven. Larry Hagman was in 2007 de eerste hoofdrolspeler van over de grens. Voor 2007 was Vinger aan de Pols een algemener medisch programma.

## Geschiedenis
Vinger aan de Pols werd vanaf 2000 gepresenteerd door Pia Dijkstra, totdat zij in 2010 werd verkozen als Tweede Kamerlid voor D66. De oorspronkelijke presentatrice van het programma was Ria Bremer (1980-2000) samen met de arts Peter Lens (1980-1987). De herkenningsmelodie is gebaseerd op het nummer Heartbeat van Rogier van Otterloo, dat hij in 1976 schreef in opdracht van de Nederlandse Hartstichting. In 1987 won het programma met een aflevering over een beenmergtransplantatie een Premio Ondas, een Spaanse televisieprijs. In 2015 werden vier nieuwe afleveringen uitgezonden waarin werd teruggeblikt, gepresenteerd door Ria Bremer.

## Seizoenen 2001 t/m 2009

### Seizoen 2009
Op 2 juni werd de eerste aflevering van het seizoen 2009 uitgezonden. Telkens staat een publiek bekende Nederlander centraal die direct of indirect te maken heeft met een ziekte. Hierin staan achtereenvolgens centraal:
- Zanger Gordon, die zowel reuma, diabetes als psoriasis heeft.
- Voormalig professionneel tennisser Paul Haarhuis, die een zwaar autistisch zoontje heeft
- Zanger Jan Keizer, die een erfelijke hartaandoening heeft
- Zakenman Jacob Gelt Dekker, die sinds zijn 27e aan verschillende vormen van kanker leed en diverse keren werd opgegeven

### Seizoen 2008
Vinger aan de Pols verschijnt in 2008 als een achtdelige serie, die tussen 24 juni en 26 augustus eens per week wordt uitgezonden. In de afleveringen (regie: Heleen Minderaa) staan achtereenvolgens centraal:
- Nance Coolen (Ziekte van Crohn)
- Ronnie Tober (blaaskanker)
- Julia Samuël (had keelkanker, borstkanker en malaria)
- Monique Knol (afkicken van obsessief topsporten)
- Funda Müjde (blijvend invalide door een aanrijding)
- Danny Meeuwsen (judoka, teelbalkanker)
- Sander Simons (longkanker)
- Udo Jürgens

### Seizoen 2007
In 2007 verschenen er tussen 22 mei en 24 juli tien uitzendingen van Vinger aan de Pols onder regie van Heleen Minderaa. Een nieuwigheidje was dat er in elke aflevering een bekende Nederlander centraal stond die met een levensbedreigende ziekte te maken had gekregen. Belicht werden achtereenvolgens:
- Bibian Mentel (botkanker die leidde tot amputatie van haar been)
- Henny van Voskuylen (de spierziekte PMSA, ook wel primary MS affection)
- Larry Hagman (een drankverslaving die een levertransplantatie noodzakelijk maakte)
- Sylvia Kristel (keelkanker)
- Willem Nijholt (keelkanker)
- Elco Brinkman (twee maal een tumor in de keel)
- Joke Bruijs (borstkanker)
- Wubbo Ockels (hartstilstand)
- Tineke de Nooij (haar man kwam door een hersenbloeding in een rolstoel terecht)
- Patricia Paay (angina pectoris)

### Seizoen 2005
In het kalenderjaar 2005 zond de AVRO 26 delen van Vinger aan de Pols uit tussen 5 januari en 8 december. Anders dan in latere jaren stond daarin niet standaard een bekende Nederlander centraal, maar had elke aflevering een thema. In chronologische volgorde:
- Reanimeren met de AED
- Tsunami in Azië
- Neonatologie
- Mensen met een missie
- Als de kanker het van je wint (met Josine van Dalsum)
- Als ALS je leven lam legt
- Nieuwe transplantatietechnieken
- Jongeren met taaislijmziekte
- Leven na een beroerte
- Te jong voor dementie
- Mijn kind heeft kanker
- Gênante aandoeningen
- Borderline: de kliniek als laatste redmiddel
- De eetstoorniskliniek
- MRK-vrouwen
- Spieren voor Spieren op Curaçao (deel 1)
- Spieren voor Spieren op Curaçao (deel 2)
- Mijn kind is verbrand
- Als licht je leven beheerst
- Moedige Moeders uit Volendam
- Bekende ambassadeurs
- Voor het leven getekend
- Gehandicapte moeders
- Mijn kind heeft stamcellen nodig
- Hoofd-halskanker (met Aad van Toor)
- Extreme afvalmethoden

### Seizoen 2004
In chronologische volgorde (tussen 21 januari en 11 augustus):
- Mijn kind krijgt geen medicijn
- Ernstige haarproblemen
- Ziekte van Huntington
- In de ban van angst en dwang
- Extreme slaapstoornissen
- Syndroom van Down
- De passie geknakt
- Ik nam de oorlog mee naar huis
- De keuze van mijn leven"
- Als de dokter een misser maakt
- Gehandicapt? Nou en!
- In coma; gevangen in je lichaam

### Seizoen 2003
In chronologische volgorde (tussen 1 juli 2003 en 7 januari 2004):
- Ik wil zelfmoord plegen
- Syndroom van Gilles de la Tourette
- Sjoerd en Woutertje (Nadat het jongetje Wouter al overlijdt aan een hartspier-infectie, blijkt zijn broertje een donorhartje nodig te hebben.)
- Syndroom van Korsakov
- Getekend voor het leven (over PTSS)
- Progeria
- Getroffen door kanker
- Burn-out
- Aan jou geef ik mijn kind
- Uit liefde voor mijn kind
- In de greep van epilepsie
- Schizofrenie
- Ik leef in reservetijd
- Interseksualiteit
- Als je je kind verliest
- Leven met een autist

### Seizoen 2002
In chronologische volgorde (tussen 13 juli 2002 en 21 december 2002):
- Meningokokken C
- Hepatitis C
- Whiplash
- Slaapstoornissen
- DES
- Roken
- Orgaandonatie
- Genderdysfore kinderen
- Bijna-doodervaring (BDE)
- Erfelijke borstkanker
- Euthanasie
- Hartfalen
- Genderklinieken
- Depressie
- Eeuwige jeugd
- Kindermishandeling
- Horen
- Sophia Kinderziekenhuis
- Fobieën
- ADHD bij volwassenen
- Kinderen met obesitas
- Terugblik Hoe bevalt Nederland
- Kanker (nieuwe ontwikkelingen)
- Medische wonderen

### Seizoen 2001
In chronologische volgorde:
- Jongeren en Kanker
- Meningokokken
- Beenmergtransplantatie
- Syndroom van Rett
- Ziekte van Pompe
- Thuiszorg voor gehandicapten
- Ziekte van Graves
- Familiaire hypercholesterolemie
- Het gehoor
- Ziekte van Alzheimer
- De onbegrepen keuze van Sylvia Millecam
- Revalidatie
- Kinderrevalidatie - onderzoek
- Kinderrevalidatie - toen en nu
- Kinderrevalidatie - de grenzen voorbij
- Winterkolder
- Sterfhuisbegeleiding
- Het gevoel van de dokter
- Partners en rouwverwerking
- Posttraumatische stress en eetstoornis
- Doofblind (1)
- Doofblind (2)

Andermans Veren ·
Atlas ·
Babbelonië ·
BankGiro Loterij Restauratie ·
Blik op de weg ·
Bloedverwanten ·
Buitenhof** ·
Dag Juf, tot morgen ·
De Astronautjes ·
De Bereboot ·
De Brekers ·
De Droomshow ·
De Sleutels van Fort Boyard ·
De tiende van Tijl ·
De Troon ·
Die is de mol! ·
EenVandaag* ·
Een mens wil... ·
Eén van de acht ·
Expeditie Poolcirkel*** ·
Fort Boyard ·
Gouden Televizier-Ring Gala ·
Hoe heurt het eigenlijk? ·
In de hoofdrol ·
Join the Beat ·
Junior Eurovisiesongfestival ·
Junior Songfestival ·
Karel ·
Kinderprinsengrachtconcert ·
Koefnoen ·
Kom er maar eens achter ·
Lawaaipapegaai ·
Mag ik u kussen? ·
Mensen zoals jij en ik ·
Missers! ·
Nederland in Beweging!**** ·
Ontdek je plekje ·
Op de Bon ·
Op zoek naar Danny & Sandy ·
Op zoek naar Evita ·
Op zoek naar Joseph ·
Op zoek naar Maria ·
Op zoek naar Mary Poppins ·
Op zoek naar Zorro ·
Opium ·
Opsporing Verzocht ·
Prinsengrachtconcert ·
Service Salon ·
Sterrenjacht ·
Sterrenslag ·
Stuif es in ·
Telebingo ·
Televizier ·
The Phone ·
Toppop3 ·
Tussen Kunst & Kitsch ·
Vinger aan de Pols ·
We gaan nog niet naar huis ·
Wedden dat..? ·
Wie-kent-kwis ·
Wie is de Mol? ·
Wie is de Mol? Junior ·
Wordt Vervolgd
* In samenwerking met de TROS
** In samenwerking met VARA en VPRO
*** Dit programma is overgegaan naar RTL 5
**** Dit programma is overgegaan naar MAX